# أدالبيرت ديشو
أدالبيرت ديشو (بالرومانية: Adalbert Deșu)‏ (24 مارس 1909 في غاتايا، الإمبراطورية النمساوية المجرية – 6 يونيو 1937 في تيميشوارا، رومانيا) لاعب كرة قدم روماني ذو أصول مجرية كان يجيد اللعب في مركز المهاجم الداخلي الأيسر. مثل منتخب رومانيا في بطولة كأس العالم لكرة القدم 1930 التي أقيمت في الأوروغواي وأصبح أول لاعب روماني يسجل في البطولة.

## السيرة الذاتية
بدأ ديشو مسيرته الرياضية في نادي غاتايا المحلي ثم انتقل إلى نادي أوتيلول ريشيتا لمدة سنتين. في سنة 1929 تم استدعائه للمرة الأولى للمشاركة مع منتخب رومانيا واستطاع تسجيل هدف في مرمى منتخب بلغاريا. قرر ديشو الموافقة على المشاركة في بطولة كأس العالم الأولى ونتيجة لذلك رفض فولفغانغ أوتشنيت رئيس نادي أوتيلول ريشيتا دفع راتب له أثناء سفره. سجل ديشو أول هدف لمنتخب رومانيا في بطولات كأس العالم وكان في مرمى منتخب بيرو كما لعب في المباراة الثانية أمام منتخب الأوروغواي المستضيف. بعد عودته من الأوروغواي قرر أوتشنيت فسخ عقد ديشو الذي قرر الموافقة على الانتقال إلى نادي باناتول تيميشوارا ولكنه قرر اعتزال اللعب في سنة 1933 بسبب إصابته بمرض ذات الرئة وتوفي على إثر إصابته بهذا المرض عن عمر ناهز 28 سنة.

## روابط خارجية
- أدالبيرت ديشو على موقع الاتحاد الدولي (مؤرشف)  (الإنجليزية)
- أدالبيرت ديشو على موقع قاعدة بيانات كرة القدم.إي يو (الإنجليزية)
- أدالبيرت ديشو على موقع ناشيونال فوتبول تيمز (الإنجليزية)
- أدالبيرت ديشو على موقع Soccerway.com (الإنجليزية)
- أدالبيرت ديشو على موقع عالم كرة القدم.نت (الإنجليزية)